# 궁재
궁재(宮宰, 라틴어:maior domus- "집안의 관리자"라는 뜻, 영어:Mayor of the Palace)는 중세 초기의 관직의 이름으로 특히 7세기에서 8세기 프랑크 왕국의 재상(宰相)을 지칭한다.
7세기에 메로빙거 왕조의 프랑크 왕국 아우스트라시아에서 궁재의 권한이 강화되어 어린 군주의 섭정이나 부왕의 지위까지 올랐으며 왕실 뿐만하니라 궁정의 관리 감독, 인사권, 군사지휘권까지도 가지게 되었다. 군주의 권력은 유명무실해졌으며 실질적인 결정권은 궁재에게 있는 경우가 많았다.
카롤링거 가문 출신의 인물들이 아우스트라시아 왕국의 궁재로 유명했는데 687년 헤르스탈의 피핀은 네우스트리아의 군대를 물리치고 사실상 3개의 프랑크 왕국(아우스트라시아, 네우스트리아, 부르군트)을 자신의 손에 넣었다. 그의 손자인 단신왕 피핀은 747년 궁재가 되었고 급기야 751년 메로빙거 왕조의 마지막 왕 힐데리히 3세를 폐위하고 스스로 왕위에 올라 카롤링거 왕조를 열었다.

## 프랑크 왕국의 궁재 목록

### 아우스트라시아의 궁재
- 파르테미우스(548 까지)
- 고고 (567-581)]
- 반달레누스 (581 부터)]
- 군둘프 (600부터), 테우데베르트 2세의 궁재
- 란드리크 (612 까지), 네우스트리아 궁재 겸임
- 바르나차르 (612-617), 부르군트 궁재 겸임
- 우고 (617-623)
- 대 피핀 (623-629), 다고베르트 1세의 궁재
- 아달기젤 (633-639)
- 대 피핀 (639-640), 재임
- 오토 (640-642)
- 그리모알트 1세 (643-656)
- 불포알트 (656-680), 네우스트리아 겸임(673-675)
- 중 피핀 (680-714), 687년 네우스트리아 정복 이후 프랑크의 공작 및 백작(dux et princeps Francorum) 칭호를 얻음
- 테우토알트 (714-715), 네우스트리아 겸임.
- 카를 마르텔 (715-741), 피핀 2세의 서자, 네우스트리아 궁재 겸임 (718-741)
- 카를로만 (741-747)
- 드로고 (747-751), 카를로만의 아들

### 네우스트리아의 궁재
- 란드리크, 아우스트라시아 궁재 겸임
- 군돌란트(616-639)
- 아에가 (639-641), 부르군드 궁재 겸임

에르치노알트 (641-658)
- 에브로인 (658-673), 쫓겨남
- 불포알트 (673-675), 아우스트라시아 궁재 겸임 (662-680)
- 레우데시우스 (675), 전임자에 의해 선택, 그 후 다시 쫓겨남
- 에브로인 (675-680), 다시 돌아와 재임
- 바라톤 (681-682),
- 기스테마르 (682), 바라톤의 아들, 아버지에 반기를 들고 쫓아냄
- 바라톤 (682-684), 다시 돌아와 재임
- 베르타르 (686-688), 바라톤의 사위, 687년 테르트리 전투에서 피핀에게 패함
- 중 피핀 (688-695),
- 그리모알트 2세 (695-714), 피핀의 아들
- 테우토발트 (714-715), 아우스트라시아 겸임. 그리모알트 2세의 서자
- 라겐프리트 (715-718), 네우스트리아의 권력을 잡았으나 717년 카를 마르텔에게 패배후 추방됨
- 카를 마르텔 (718-741), 피핀 2세 서자, 아우스트리아 궁재 겸임 (715-741)
- 소피핀 (742-751), 751년에 프랑크 왕으로 즉위

### 부르군트의 궁재
- 바르나차르 1세 (596-599)
- 베르토알트 (603-604)
- 프로타디우스 (604-606)
- 클라우디우스
- 라도 (613-617)
- 바르나차르 2세(617-626), 아우스트리아 궁재 겸임
- 고디누스] (626-627)
- 브로둘프 (627-628)
- 아에가 (639-641),네우스트리아 궁재 겸임
- 플라오찰트 (642)
- 라도베르투스 (642-662)

여기서부터는 네우스트리아의 궁재직으로 통합됨. 다음에서 부르군트는 잠시 독립된 궁재를 가짐
- 드로고 (695-708), 피핀 2세의 아들